# Мъри (окръг, Оклахома)
Вижте пояснителната страница за други значения на Мъри.
Окръг Мъри (на английски: Murray County) е окръг в щата Оклахома, Съединени американски щати. Площта му е 1101 km², а населението – 12 623 души (2000). Административен център е град Сълфър.